# Molibdita
La molibdita es la forma mineral del óxido de molibdeno (VI), cuya fórmula química es MoO3. Su nombre alude a su contenido de este metal, superior al 66%.
Fue descubierto en 1963 en la localidad checoslovaca de Krupka (región de Ústí nad Labem), en una veta de cuarzo, asociado a molibdenita (MoS2).

## Propiedades
La molibdita es un mineral incoloro —o de color amarillo verdoso pálido, también azulado— y transparente que presenta un brillo adamantino.
Tiene una densidad de 4,5 g/cm³ y una dureza entre 3 y 4 en la escala de Mohs.
Cristaliza en el sistema ortorrómbico, clase dipiramidal.
Es un mineral biaxial, que muestra una alta birrefringencia.

## Morfología y formación
La molibdita puede formar agujas o láminas planas, de hasta 5 mm de longitud, alargadas según [001] y aplanadas en {001}; también puede aparecer en agregados.
Ha sido encontrada en el interior de cavidades recubriendo molibdenita en vetas de cuarzo erosionadas, cerca de su zona de contacto con greisen de topacio-cuarzo.
Este mineral puede aparecer asociado, además de a molibdenita y cuarzo, a betpakdalita.

## Yacimientos
La localidad tipo corresponde al lugar donde se descubrió este mineral, Krupka, en el norte de Bohemia (República Checa); la molibita se presenta aquí como agujas planas de color amarillo verdoso o incoloras, y como placas delgadas. También en la República Checa hay depósitos en Trutnov, en la región de Hradec Králové, así como en Křižanov, en el distrito de Žďár nad Sázavou. En España, se ha encontrado molibdita en Cogolla Alta, una pequeña mina de wolframio cercana a Belalcázar (Córdoba).
Frecuentemente, la ferrimolibdita, mineral muy parecido, ha sido erróneamente identificado como molibdita.